# Red Bull Air Race 2010

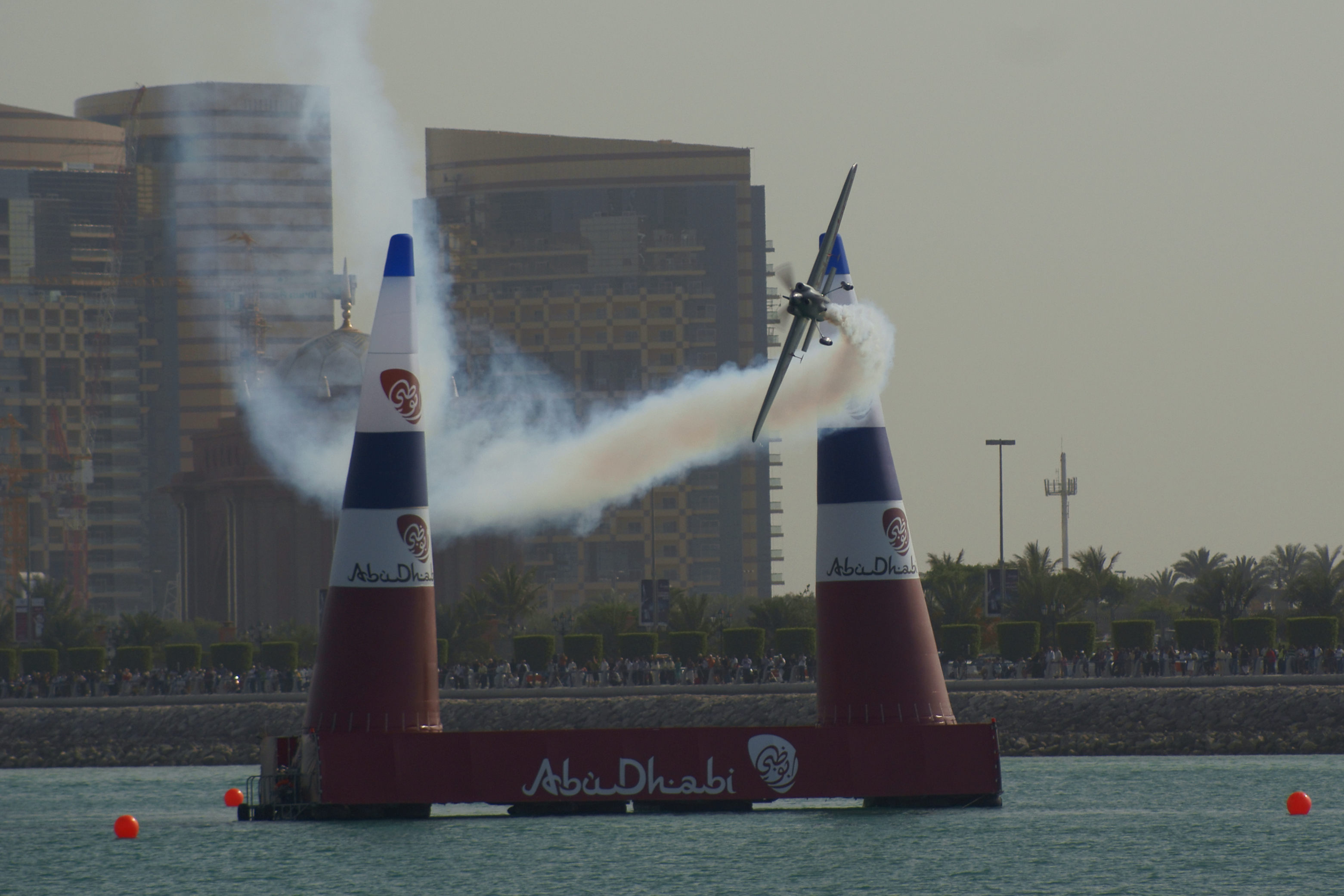
Hannes Arch beim Saisonauftakt 2010 in Abu Dhabi

Die Red Bull Air Race 2010 Weltmeisterschaft war die 8. Saison einer von der Red Bull Air Race GmbH organisierten Serie von Luftrennen.

## Piloten
| Nr. | Name               | Flugzeug    | Nr. | Name              | Flugzeug | Nr. | Name             | Flugzeug |
| --- | ------------------ | ----------- | --- | ----------------- | -------- | --- | ---------------- | -------- |
| 1   | Adilson Kindlemann | MXS-R       | 6   | Matt Hall         | MXS-R    | 11  | Paul Bonhomme    | Edge 540 |
| 2   | Alejandro Maclean  | MXS-R       | 7   | Matthias Dolderer | Edge 540 | 12  | Pete McLeod      | Edge 540 |
| 3   | Hannes Arch        | Edge 540 V3 | 8   | Michael Goulian   | Edge 540 | 13  | Peter Besenyei   | MXS-R    |
| 4   | Kirby Chambliss    | Edge 540    | 9   | Nicolas Ivanoff   | Edge 540 | 14  | Sergei Rachmanin | MXS-R    |
| 5   | Martin Šonka       | Edge 540    | 10  | Nigel Lamb        | MXS-R    | 15  | Yoshihide Muroya | Edge 540 |

Endstand nach 6 Rennen:
1. Paul Bonhomme ( Vereinigtes Königreich) 64 Punkte
2. Hannes Arch ( Österreich) 60 Punkte
3. Nigel Lamb ( Vereinigtes Königreich) 55 Punkte

Die geplanten Rennen in Budapest und Lissabon wurden abgesagt, da nicht rechtzeitig die nötigen Genehmigungen vorlagen.

## Rennen
| Nr. | Datum        | Rennen         | Quali-Sieger  | Sieger        | Zweiter       | Dritter         | Gesamtführender |
| --- | ------------ | -------------- | ------------- | ------------- | ------------- | --------------- | --------------- |
| 01  | 27. März     | Abu Dhabi      | Hannes Arch   | Paul Bonhomme | Nigel Lamb    | Peter Besenyei  | Paul Bonhomme   |
| 02  | 18. April    | Perth          | Paul Bonhomme | Hannes Arch   | Matt Hall     | Paul Bonhomme   | Paul Bonhomme   |
| 03  | 9. Mai       | Rio de Janeiro | Hannes Arch   | Hannes Arch   | Nigel Lamb    | Paul Bonhomme   | Paul Bonhomme   |
| 04  | 6. Juni      | Windsor        | Nigel Lamb    | Hannes Arch   | Paul Bonhomme | Kirby Chambliss | Paul Bonhomme   |
| 05  | 20. Juni     | New York       | Hannes Arch   | Paul Bonhomme | Nigel Lamb    | Kirby Chambliss | Paul Bonhomme   |
| 06  | 8. August    | Lausitz        | Paul Bonhomme | Hannes Arch   | Paul Bonhomme | Matt Hall       | Paul Bonhomme   |
| 07  | 20. August   | Budapest       | abgesagt      | abgesagt      | abgesagt      | abgesagt        | abgesagt        |
| 08  | 5. September | Lissabon       | abgesagt      | abgesagt      | abgesagt      | abgesagt        | abgesagt        |